# مطار حائل الدولي
مطار حائل الدولي  (إياتا: HAS، إيكاو: OEHL) هو مطار دولي يبعد عن وسط مدينة حائل حوالي 5 كم في الإتجاه الجنوبي، وقد أفتتح المطار سنة 1979 . ويخدم منطقة حائل وأيضاً محافظاتها بقعاء والشنان والغزالة وبلدة عقدة، ويعد من أحدث المطارات الدولية بالمملكة حيث أصدرت الهيئة العامة للطيران المدني قرار بتحويله إلى مطار دولي في 2017 وتتولى تشغيل المطار شركة نسما للطيران ويعتبر مركز لعملياتها وتسير رحلاتها من المطار إلى كافة المدن الشمالية في المملكة (الجوف، تبوك، عرعر، القيصومة، رفحاء، طريف، القريات) وإلى المطارات الرئيسية مثل مطار الملك خالد الدولي (الرياض) مطار الملك عبد العزيز الدولي (جدة) مطار الملك فهد الدولي (الدمام) مطار الأمير محمد بن عبد العزيز الدولي (المدينة المنورة). وتسيير رحلات دولية من المطار إلى العواصم العربية القريبة للمنطقة مثل القاهرة ودبي والشارقة وطرابزون بتركيا، ويعتبر مطار حائل الدولي أكثر المطارات الشمالية إزدحاماً وحركة جوية في البلاد. حيث بلغة الحركة الجوية في عام 2010 ما يقارب 22,000 شخص.

## معلومات المطار
يقع المطار على ارتفاع3,331 قدم (1,015 م) فوق سطح البحر، ويكون من مدرج إسفلتي واحد 18 - 36 بطول3,720 by 45 متر (12,205 قدم × 148 قدم).

## تاريخ
في أبريل 2017، أصدرت الهيئة العامة للطيران المدني قراراً بتحويل مطار حائل الإقليمي إلى مطار دولي.
في نوفمبر 2019، دشنت طيران أديل الخط الجوي بين حائل والرياض.

## خطوط وشركات الطيران
يعتمد مطار حائل عشر خطوط وشركات لنقل الركاب إلى الوجهات الموضحة:
| شركـات طيـران                  | الوجهات             |
| ------------------------------ | ------------------- |
| العربية للطيران                | الشارقة             |
| فلاي دبي                       | دبي                 |
| نسما للطيران                   |                     |
| النيل للطيران                  | القاهرة             |
| الخطوط الجوية العربية السعودية | الدمام، جدة، الرياض |
| طيران ناس                      | الدمام, الرياض      |